# Крементар Олексій Володимирович
Олексі́й Володи́мирович Кремента́р (26 листопада 1983, м. Сімферополь, Кримська область, Українська РСР — 19 червня 2014, смт Ямпіль, Лиманський район, Донецька область, Україна) — український військовик, десантник, розвідник, миротворець, капітан Збройних сил України, помічник начальника розвідки розвідувального відділу штабу 95-ї окремої аеромобільної бригади Високомобільних десантних військ України. Загинув в ході російсько-української війни.

## Життєпис
Народився 1983 року в місті Сімферополь Кримської області УРСР (у наш час — Автономна Республіка Крим, з 2014 — окупована російськими військами). Через деякий час родина переїхала до міста Цюрупинськ (з 2016 року — Олешки) Херсонської області. У жовтні 1992 року разом з мамою повернувся на Кримський півострів, до міста Севастополь, де у 2001 закінчив загальноосвітню школу.
З липня 2001 по жовтень 2005 проходив навчання в Одеському інституті Сухопутних військ на Аеромобільному факультеті, який закінчив з відзнакою. З листопада 2005 служив у складі 95-ї окремої аеромобільної бригади в Житомирі.
2009—2010 у складі українського контингенту брав участь в миротворчій місії ООН в Косові.
Командував розвідротою бригади, був відмінником бойової підготовки. 2011 року у змаганнях на кращу розвідгрупу 8-го армійського корпусу розвідувальна група під командуванням старшого лейтенанта Крементаря зайняла 2-ге місце серед 12 команд розвідників, за індивідуальними показниками визнаний кращим командиром розвідгрупи. Займався спортом, скелелазною підготовкою.

### Російсько-українська війна
В часі війни — капітан, помічник начальника розвідки розвідувального відділу штабу 95-ї окремої аеромобільної бригади.
З березня 2014 року ніс службу у Херсонській області на адміністративному кордоні з окупованим Кримом, з квітня брав участь в антитерористичній операції на сході України.

### Обставини загибелі
19 червня о 4:00 почалась військова операція, метою якої було висування в глибину території, знищення укріплень бойовиків в районі смт Ямпіль та звільнення населених пунктів. З Лиману вирушили десантники 25-ї повітрянодесантної бригади і розвідники 95-ї аеромобільної бригади, яким було поставлене завдання взяти штурмом укріплений блокпост «Марс» угруповань проросійських бойовиків, провести «зачистку» в передмісті Ямполя, захопити та утримувати ключові точки, зокрема міст через Сіверський Донець. На світанку сили зведеного штурмового загону десантників вийшли виконувати завдання за підтримки артилерії. Перший штурм був невдалим, — десантники потрапили у засідку. Загинув начштабу дивізіону 25-ї бригади Андрій Клочко і ще п'ятеро десантників з 25-ї. БТР капітана Крементаря підбито з гранатомету, офіцер дістав осколкові поранення, що несумісні з життям. Загинув іще один десантник 95-ї бригади — старший солдат Олексій Шевченко. Після півторагодинного бою довелось відступити. На допомогу вилетіла пара Су-25. Перегрупувавшись, поповнивши боєкомплект, десантники знову пішли на штурм. Спільними зусиллями, блокпост був взятий.
Звільнення населених пунктів Лиманського району (на той час — Краснолиманський район) і взяття під контроль мосту дозволило перекрити останній шлях постачання зброї та боєприпасів до угруповання російського польового командира Гіркіна («Стрєлка») у Слов'янськ.
23 червня в Житомирі з офіцером прощались у військовій частині на Корбутівці. Похований на Смолянському військовому кладовищі Житомира.
Залишились дружина Наталія Олександрівна, донька, та двоє синів від першого шлюбу.

## Нагороди
- Орден Богдана Хмельницького III ступеня (15.07.2014, посмертно) — за особисту мужність і героїзм, виявлені у захисті державного суверенітету та територіальної цілісності України[8].
- Медаль «15 років Збройним Силам України»
- Медаль «За сумлінну службу» III ст.
- Пам'ятний нагрудний знак «Воїн-миротворець»

## Вшанування пам'яті

Пам'ятник «Кримчанам, загиблим у боях за єдність України», неподалік від траси Е-97 — з'їзд на с. Ставки Каланчацького р-ну Херсонської обл.
Автор фото Тарас Дем'яненко

19 червня 2016 на перехресті доріг смт Ямпіль — с. Озерне (колишня Іллічівка) — с. Закітне відкрито пам'ятний знак загиблим українським воїнам — визволителям населених пунктів Лиманщини від російсько-терористичних збройних формувань. Серед них імена двох полеглих десантників 95-ї бригади.
26 листопада 2016 в Каланчацькому районі Херсонської області біля траси Е97 (Каланчак — Армянськ) — з'їзд до села Ставки, у 6 км від адміністративного кордону з тимчасово окупованим Кримом, відбулося урочисте відкриття пам'ятника «Кримчанам, загиблим у боях за єдність України», де викарбувано 21 ім'я уродженців Криму, які у 2014—2016 роках загинули, захищаючи суверенітет і територіальну цілісність України. Меморіал встановлено на місці, де в березні 2014 року постав перший блокпост, на якому несли службу військовослужбовці-десантники. На одній з плит викарбуване ім'я Олексія Крементаря.